# Anumeta henkei
Anumeta henkei là một loài bướm đêm trong họ Erebidae.